# Stade Grimonprez-Jooris
Le stade Grimonprez-Jooris est l'ancien stade principal de la ville de Lille. Il fut utilisé par le club de football du Lille OSC d'octobre 1975 à mai 2004, avant d'être rasé.
Le complexe sportif Grimonprez-Jooris comprenait un stade autour duquel étaient situés le siège du club, son centre de formation et deux terrains d'entraînement. Le LOSC Lille a entièrement quitté la ville de Lille, ayant déménagé dans un nouvel ensemble situé à Camphin-en-Pévèle, le domaine de Luchin, et est club résident du nouveau Stade Pierre-Mauroy.

## Fiche technique
- Construction : 1974
- Inauguration : 28 octobre 1975
- Dimension au sol : 185 mètres sur 127
- Dimension d'aplomb : 185 mètres sur 127
- Hauteur : 28,5 mètres
- 1er match joué : Lille 1 - 1 Feyenoord Rotterdam, 28 octobre 1975
- 1er match de championnat : Lille 1 - 2 Nancy, lundi 3 novembre 1975
- Dernier match joué : Lille 2 - 0 Bastia en championnat, samedi 15 mai 2004 (Matt Moussilou étant le dernier buteur de l'histoire de Grimonprez-Jooris)
- Autres événements : en 1984, premier FITA semi-nocturne organisé par La Compagnie d'Arc de Lille Jeanne Maillotte ; concerts (notamment la Mano Negra).

## Histoire
Le stade Henri-Jooris est rasé en 1975 pour permettre l'élargissement du canal de la Deûle. L'architecte lillois Pierre-François Delannoy signe les plans de la nouvelle enceinte lilloise, qui sera construite à la place d'un modeste stade d'athlétisme, et à proximité de la « reine des citadelles » édifiée par Vauban après la conquête de Lille par la France au XVIIe siècle. La mairie tente d'imposer le nom de « stade Grimonprez », du nom de Félix Grimonprez, joueur lillois de hockey sur gazon. Le club souhaitant garder le nom d'Henri Jooris (dirigeant lillois de football), le compromis trouvé consistera à accoler les deux noms, pour former celui de « Grimonprez-Jooris ».
À l'origine, sa capacité était de 25 000 spectateurs avec une couverture de trois des quatre tribunes (la couverture de la quatrième tribune ne sera jamais réalisée), mais l'évolution des normes de sécurité ramènera la capacité du stade à 17 000 places (principalement par le passage des tribunes secondes et premières de tribunes debout à tribunes assises). Des travaux en l'an 2000 portent à 21 128 places la capacité du stade, avec la construction d'une tribune haute au-dessus de la tribune non couverte. Cet ensemble restera découvert.

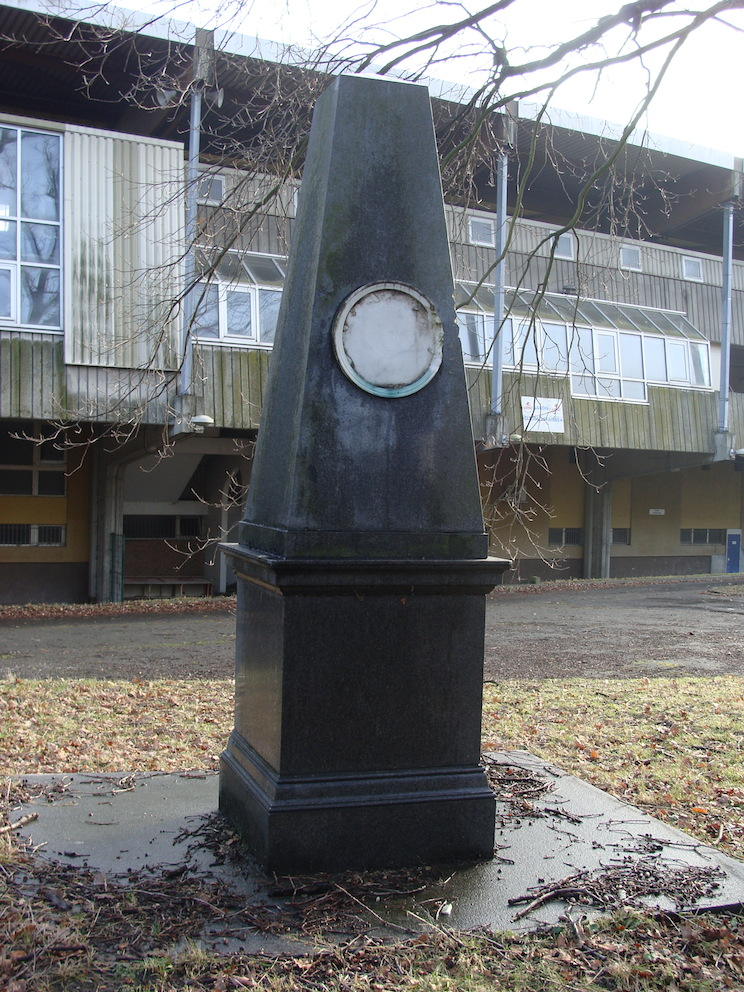
Monument Henri Jooris.

Face à la tribune d'honneur se trouvait un monument d'environ deux mètres de haut, à la mémoire d'Henri Jooris. Deux médaillons le représentaient sur deux faces, et l'une d'elles portait l'inscription suivante : "Grand Président Henri Jooris 1879-1940 / Le sport reconnaissant".
Toutefois, le stade n'est toujours pas conforme aux normes de l'UEFA pour la Ligue des champions, amenant le LOSC à jouer lors de la saison 2001-2002 ses matchs européens au stade Félix-Bollaert. Le stade connaîtra toutefois le 22 août 2001 un fameux match retour qualificatif en ligue des champions contre Parme, puis 2 rencontres de coupe de l'UEFA et enfin 3 rencontres de coupes intertotos la saison suivante.
Le stade est aussi le décor d’une scène du film Le Corps de mon ennemi d’Henri Verneuil (1976) où l’on peut voir Jean-Paul Belmondo seul dans l’enceinte arpenter la tribune découverte (à un seul niveau à l’époque), ainsi que divers plans courts de cette construction.
En août 2011, des archéologues de l'INRAP découvrent lors de fouilles préventives des vestiges contemporains de la conquête de Lille par Louis XIV.

## La rénovation de Grimonprez-Jooris, sujet de discorde

### La mairie réticente à un projet de nouveau stade
L'accord de privatisation du LOSC prévoyait la construction d'un nouveau stade conforme aux critères de l'UEFA livré en 2002. Mais la mairie, devant le coût d'un nouveau stade qu'elle devrait financer complètement et qui pourrait se trouver en plus hors de la ville, cherche à persuader les propriétaires du club Dayan et Graille d'accepter la rénovation du stade Grimponprez-Jooris en officialisant la rénovation le 11 avril 2001. Ils refusent et cèdent leur part à Michel Seydoux. Celui-ci essayera, mais en vain, de rallier des investisseurs privés pour réaliser un grand stade de 60 000 places hors de Lille sur la base d'un partenariat public-privé.

### Le projet Grimonprez-Jooris II
En juin 2003, le président du LOSC accepte finalement le projet de la mairie d'un stade de 33 000 places à l'emplacement du stade Grimonprez-Jooris. À l'emplacement de l'actuel stade Grimonprez-Jooris, l'architecte Albert Constantin imagine une enceinte avec des dimensions de 200 × 144 mètres au sol, et de 203 × 162 mètres d'aplomb (toiture dite débordante), pour une capacité d'accueil de 33 003 places. Les terrains d'entraînement seront démantelés et rendus au bois de Boulogne (parc de la Citadelle). La livraison est prévue pour le 31 décembre 2004, puis repoussée à septembre 2006. Le financement du projet passe de la compétence de la Mairie à celle de Lille Métropole Communauté urbaine et redevient 100 % public.

### La justice met un terme au projet
Des travaux afin de doter le LOSC d'un stade moderne de 33 000 places assises sont programmés pour le début de l'année 2005. Mais le projet se heurte à l'opposition de deux associations de sauvegarde du patrimoine, qui introduisent un recours pour empêcher ces travaux dès le dépôt du permis de construire, voulant préserver la citadelle de Lille toute proche. La procédure retarde la livraison finale du stade, obligeant le LOSC à jouer ses matches de championnat au Stadium Nord de Villeneuve-d'Ascq. D'abord validés en première instance, quelques travaux préliminaires sont engagés, mais le 7 juillet 2005, la cour administrative d'appel de Douai casse le permis de construire du nouveau Grimonprez-Jooris, annulation confirmée par le Conseil d'État le 28 décembre 2005, après deux ans de batailles judiciaires. Grimonprez-Jooris II ne verra jamais le jour. Seul le démantèlement des terrains d'entraînement est mené à terme, le club ayant déménagé ses structures à Camphin-en-Pévèle.
Grimonprez-Jooris II, sans être réalisé, a coûté 6 millions d'euros à la ville de Lille, se répartissant en 3 millions versés au cabinet d'architecture, 2 millions versés à titre de dommages pour les entreprises ayant remporté l'appel d'offres annulé et 1 million en frais de justice (avocat et dédommagement des associations de défense du patrimoine). La « commission des sites pour le stade », déjà mise en place après la décision de la cour administrative d'appel, doit alors trouver le meilleur site pour accueillir le grand stade. Le nouveau stade est finalement construit à Villeneuve-d'Ascq. Il ouvre en août 2012 après trois ans de travaux.

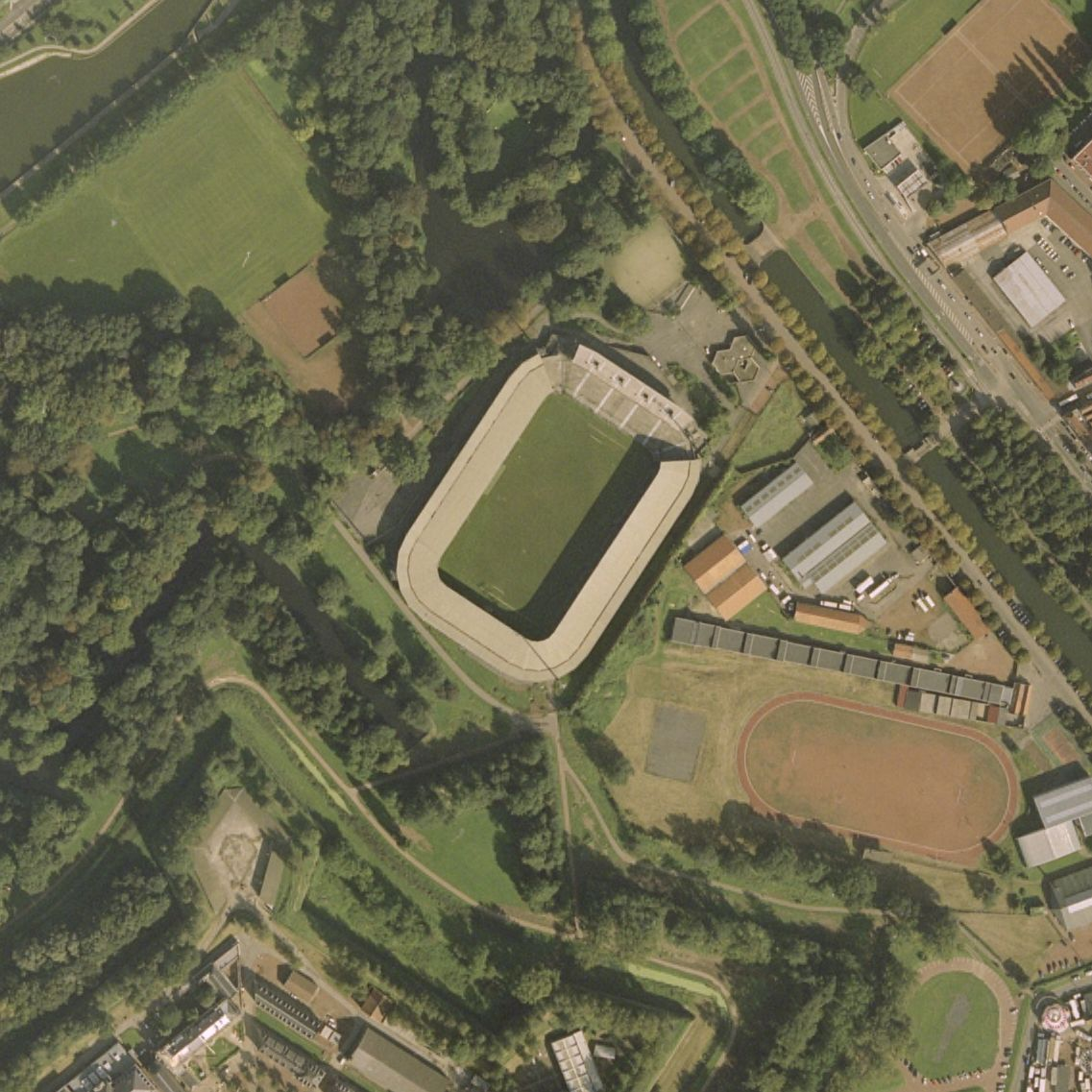
Le stade en septembre 2005
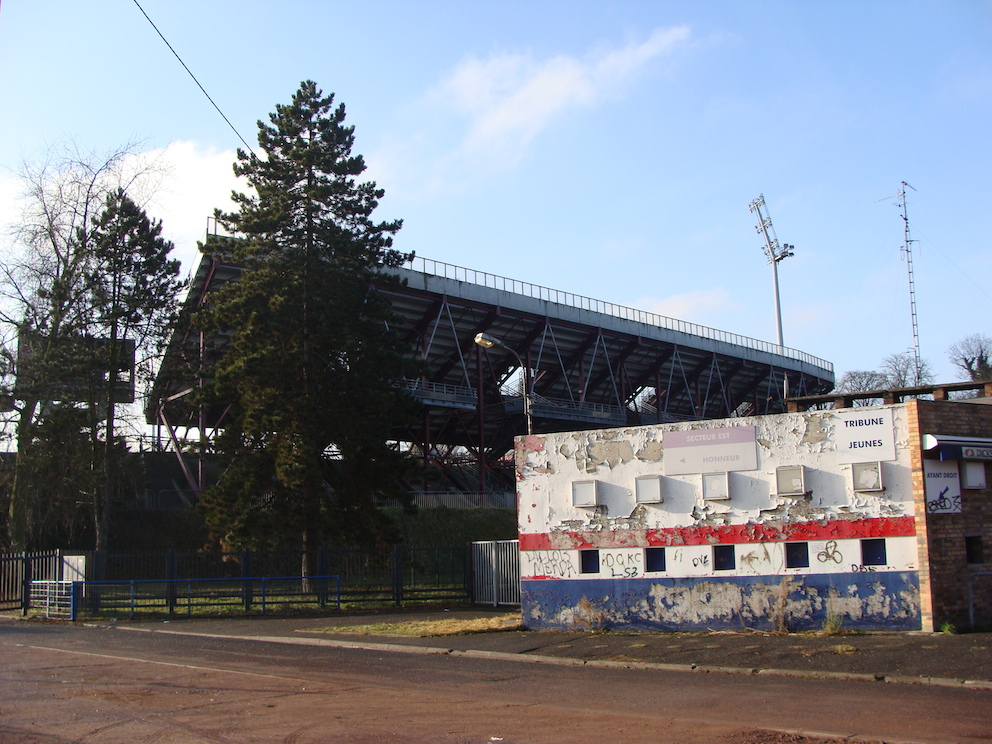
Guichets et tribune Nord, un an avant la destruction.

### Démolition
En 2006, plusieurs questions sur l'avenir de Grimonprez-Jooris restaient posées. Qui est propriétaire du stade, qui financera sa probable destruction ? Ce pouvait être la mairie de Lille (propriétaire de l'enceinte qui aurait dû être détruite en vue de la reconstruction) et Lille Métropole Communauté urbaine (propriétaire de l'enceinte qui aurait dû être construite). Pendant un temps, deux options restaient ouvertes : soit le stade était rasé pour dégager la vue sur les remparts de la citadelle, soit il était reconverti pour un autre sport (le rugby par exemple). Finalement, en janvier 2007, la communauté urbaine accepte de financer la destruction du stade. Les premiers travaux de démolition commencent le 22 mars 2010, rendus difficiles par la présence d'amiante
.
La destruction du stade, proprement dite est achevée en avril 2011. Il était prévu d’aménager un espace appelé « Plaine des sports » pour 2013. Toutefois, c’est seulement une vaste étendue d’herbe qui recouvre l’emplacement de l’ancien stade aujourd’hui.